# Ныммик, Валло Юханович
Валло Юханович Ныммик (эст. Vallo Nõmmik; 19 августа 1913, Раквере, Эстония — ?) — депутат Верховного совета СССР 3-го созыва.

## Биография
Родился 19 августа 1913 года в Раквере, Эстония. 
В 1941 году мобилизован в Красную армию, участник Великой Отечественной войны.
В 1950 году избран депутатом Совета Национальностей Верховного совета СССР 3-го созыва (1950—1954) от Раквереского северного избирательного округа.
Дальнейшая судьба неизвестна.